# Altdorf (Landkreis Böblingen)

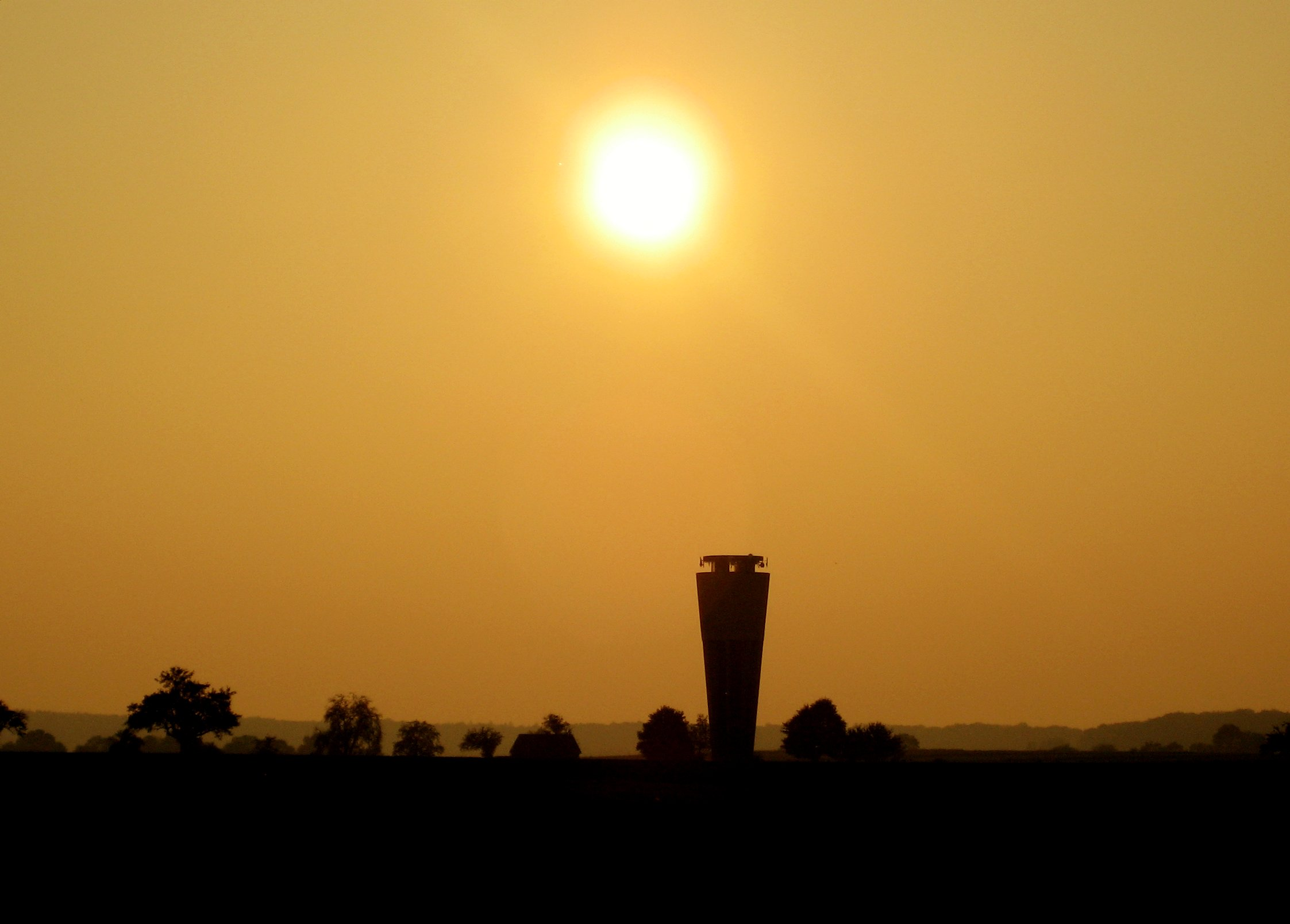
Ehemaliger Wasserturm

Altdorf ist eine Gemeinde in Baden-Württemberg in Deutschland. Sie gehört zum Landkreis Böblingen.

## Geographie

### Lage
Altdorf liegt rund neun Kilometer südlich von Böblingen auf der Schönbuchlichtung, die sich am Nordrand des Naturparks Schönbuch befindet. Es erstreckt sich rund vier Kilometer nördlich vom Bromberg, an den sich nordwestlich sein Ausläufer Kirnberg anschließt. Das Gemeindegebiet erstreckt sich im Süden bis zu den Tälern des kleinen und großen Goldersbachs. Bei Altdorf entspringt die Würm und wird anfangs Altdorfer Würm genannt, bis sie sich mit der Hildrizhauser Würm vereinigt. Ihre Quelle ist etwa 600 m vom nordöstlichen Ortsrand entfernt; danach durchquert sie als schmaler Bach die Ortsmitte.

### Gemeindegliederung
Zu Altdorf gehören das Dorf Altdorf und das Haus Altdorfer Mühle sowie die abgegangene Ortschaft Eschach.

### Schutzgebiete
Altdorf hat Anteil an den vier Landschaftsschutzgebieten Oberes Würmtal nördlich Hildrizhausen samt dem Talbecken um Mauren zwischen Holzgerlingen und Ehningen, Altdorf, Schönbuchrand südlich von Altdorf und Hildrizhausen sowie Gelände am Schönbuchrand zwischen Egertenhau und Schaichhof und Schönbuch. Im Süden liegt der Schonwald Diebsteig und der Bannwald Silbersandgrube. Zudem hat die Gemeinde Anteil am FFH-Gebiet, am Vogelschutzgebiet und am Naturpark Schönbuch.

## Geschichte

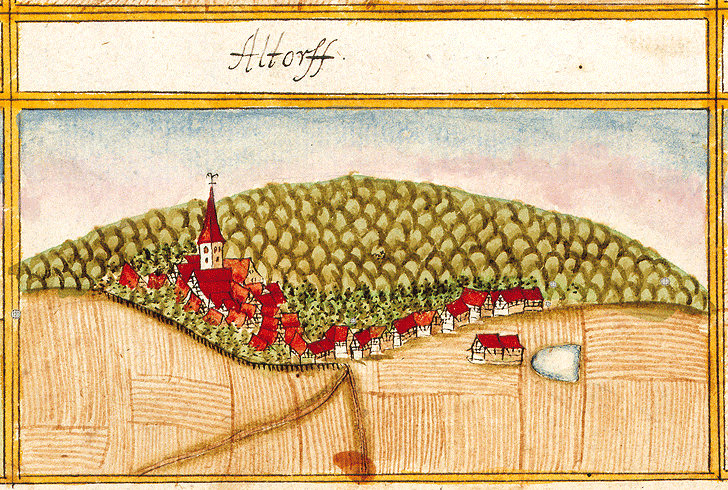
Altdorf 1683, Forstlagerbuch von Andreas Kieser

### Bis zum 19. Jahrhundert
Altdorf wurde im Jahre 1204 in einer Urkunde von Papst Innozenz III. als Alcdorf erstmals erwähnt. Zu dieser Zeit gehörte das Dorf zur Pfalzgrafschaft Tübingen, gelangte jedoch durch Schenkungen und Kauf an das Kloster Bebenhausen. Ende des 14. Jahrhunderts war das Kloster Kirchherr und fast alleiniger Grundherr von Altdorf. In der Reformationszeit, nach Aufhebung des Klosterkonvents durch den Herzog von Württemberg, wurde auch Altdorf evangelisch und unterstand nun dem württembergischen Klosteramt Bebenhausen. Bei der Umsetzung der neuen Verwaltungsgliederung im 1806 gegründeten Königreich Württemberg wurde Altdorf 1807 dem Oberamt Böblingen zugeordnet.
1850 hatte Altdorf 1154 evangelische und einen katholischen Einwohner, die in 169 Haupt- und 74 Nebengebäuden lebten und arbeiteten.

### 20. Jahrhundert
Bei der Kreisreform während der NS-Zeit in Württemberg gelangte Altdorf 1938 zum Landkreis Böblingen.
Im Zuge des Zweiten Weltkriegs, insbesondere im Oktober 1943, wurden große Teile Altdorfs zerbombt. Grund dafür war der Nebel, der beim Anflug der Angreifer herrschte. Dieser wurde für Kunstnebel gehalten, um das Munitionslager und den Flugplatz Böblingen zu verschleiern.
1945 wurde Altdorf Teil der Amerikanischen Besatzungszone und gehörte somit zum neu gegründeten Land Württemberg-Baden, das 1952 im jetzigen Bundesland Baden-Württemberg aufging.

### Einwohnerstatistik
Die Einwohnerzahlen sind der Homepage der Gemeinde entnommen.
| Jahr | Einwohnerzahlen |
| ---- | --------------- |
| 1525 | 300             |
| 1834 | 1050            |
| 1850 | 1155            |
| 1871 | 1000            |
| 1905 | 934             |
| 1939 | 980             |
| 1950 | 1114            |
| 1960 | 1301            |

| Jahr | Einwohnerzahlen |
| ---- | --------------- |
| 1970 | 1992            |
| 1980 | 2837            |
| 1990 | 2994            |
| 1995 | 3038            |
| 2000 | 4134            |
| 2005 | 4508            |
| 2010 | 4544            |
| 2015 | 4651            |
| 2020 | 4585            |

### Konfessionsstatistik
Gemäß der Volkszählung 2011 waren 47,0 % der Einwohner evangelisch, 20,7 % römisch-katholisch und 32,4 % waren konfessionslos, gehörten einer anderen Religionsgemeinschaft an oder machten keine Angabe. Die Zahl der Katholiken ist seitdem gesunken. 2019 hatte die Gemeinde Altdorf 4.663 Einwohner, davon 930 (19,9 %) Katholiken.

## Politik

### Gemeinderat

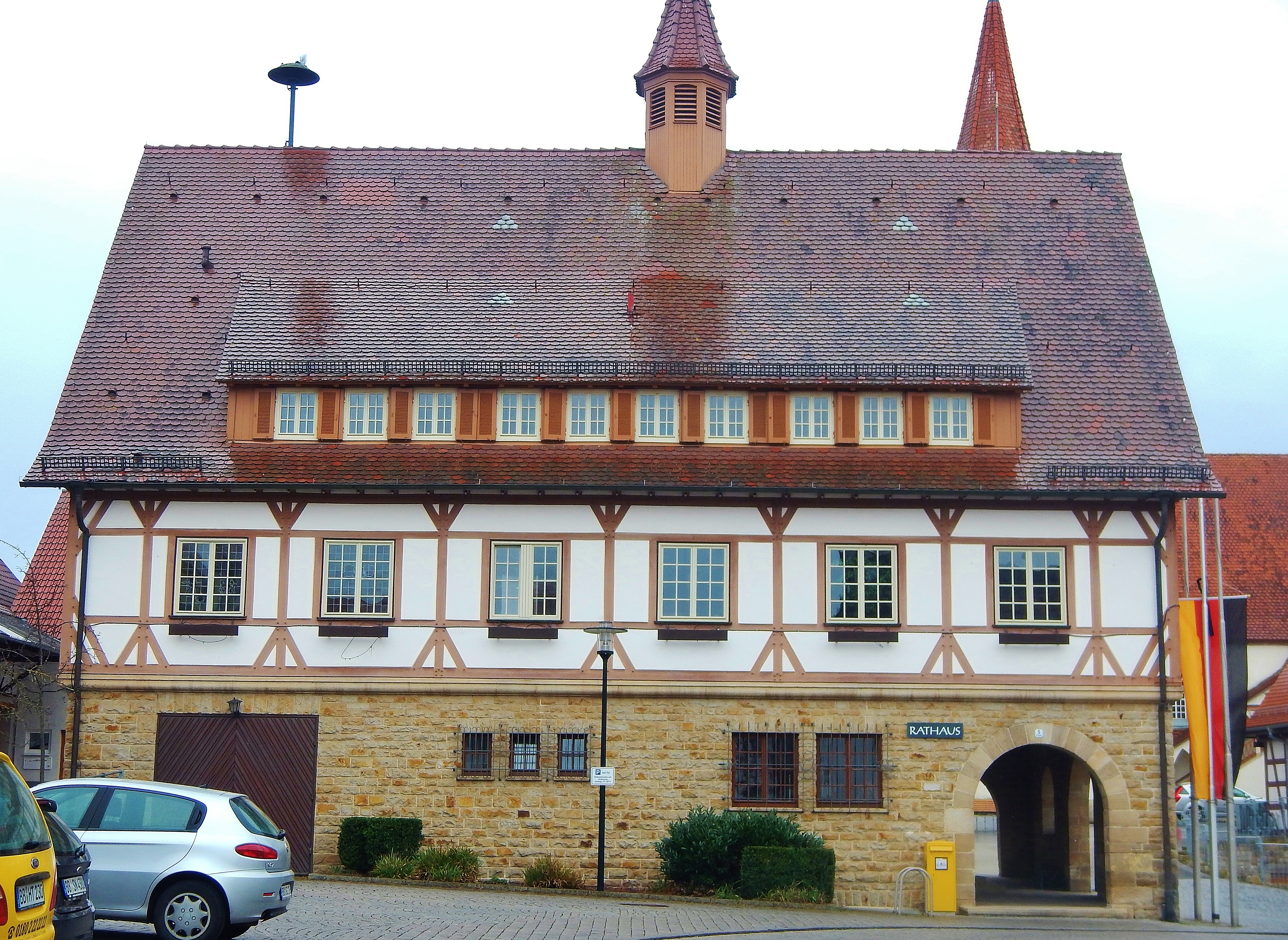
Rathaus in Altdorf

Der Gemeinderat in Altdorf besteht aus den 12 gewählten ehrenamtlichen Gemeinderäten und dem Bürgermeister als Vorsitzendem. Der Bürgermeister ist im Gemeinderat stimmberechtigt. Die Kommunalwahl am 9. Juni 2024 führte zu folgendem Endergebnis. 
| Parteien und Wählergemeinschaften | Parteien und Wählergemeinschaften     | % 2024  | Sitze 2024 | % 2019  | Sitze 2019 | Kommunalwahl 2024 %6050403020100 55,40 %19,17 %25,43 % BWVIMAAFGewinne und Verlusteim Vergleich zu 2019 %p 6 4 2 0 −2 −4 −6 −8+4,38 %p−7,87 %p+3,49 %pBWVIMAAF |
| --------------------------------- | ------------------------------------- | ------- | ---------- | ------- | ---------- | --- |
| BWV                               | Bürgerliche Wählervereinigung Altdorf | 55,40   | 7          | 51,02   | 6          | Kommunalwahl 2024 %6050403020100 55,40 %19,17 %25,43 % BWVIMAAFGewinne und Verlusteim Vergleich zu 2019 %p 6 4 2 0 −2 −4 −6 −8+4,38 %p−7,87 %p+3,49 %pBWVIMAAF |
| IMA                               | Initiative Modernes Altdorf           | 19,17   | 2          | 27,04   | 3          | Kommunalwahl 2024 %6050403020100 55,40 %19,17 %25,43 % BWVIMAAFGewinne und Verlusteim Vergleich zu 2019 %p 6 4 2 0 −2 −4 −6 −8+4,38 %p−7,87 %p+3,49 %pBWVIMAAF |
| AF                                | Altdorfer Forum                       | 25,43   | 3          | 21,94   | 3          | Kommunalwahl 2024 %6050403020100 55,40 %19,17 %25,43 % BWVIMAAFGewinne und Verlusteim Vergleich zu 2019 %p 6 4 2 0 −2 −4 −6 −8+4,38 %p−7,87 %p+3,49 %pBWVIMAAF |
| gesamt                            | gesamt                                | 100,0   | 12         | 100,0   | 12         | Kommunalwahl 2024 %6050403020100 55,40 %19,17 %25,43 % BWVIMAAFGewinne und Verlusteim Vergleich zu 2019 %p 6 4 2 0 −2 −4 −6 −8+4,38 %p−7,87 %p+3,49 %pBWVIMAAF |
| Wahlbeteiligung                   | Wahlbeteiligung                       | 72,77 % | 72,77 %    | 72,40 % | 72,40 %    | Kommunalwahl 2024 %6050403020100 55,40 %19,17 %25,43 % BWVIMAAFGewinne und Verlusteim Vergleich zu 2019 %p 6 4 2 0 −2 −4 −6 −8+4,38 %p−7,87 %p+3,49 %pBWVIMAAF |

### Wappen
| Wappen der Gemeinde Altdorf | Blasonierung: „Über schwarzem Schildfuß, darin ein wurmartig gekrümmtes silbernes (weißes) Wellenband, in Gold (Gelb) ein rot bezungter schwarzer Wolfsrumpf.“ |
| Wappen der Gemeinde Altdorf | Wappenbegründung: Als Fleckenzeichen auf Marksteinen ist für das Jahr 1683 ein gestürztes Pflugmesser, das auch als „Sech“ bezeichnet wird, belegt. Das heutige Wappen verbindet die von der Archivdirektion Stuttgart zur Wiederaufnahme empfohlene Wappenfigur des Ortsadligen Swigger von Altdorf, der 1381 einen Wolfsrumpf im Schild seines Siegels führte, mit einem Symbol für die bei Altdorf entspringende Würm. Die Gemeinde Altdorf nahm das oben beschriebene Wappen im Jahr 1919 an. |

### Gemeindepartnerschaft
Nach dem Zweiten Weltkrieg waren Gemeindepartnerschaften in Europa ein Weg, um die Verständigung unter Menschen verschiedener Nationen im direkten Kontakt zu ermöglichen und damit den Frieden zu stabilisieren. In diesem Geiste wurde 1959 die Partnerschaft mit Nanteuil-le-Haudouin im nordfranzösischen Département Oise geschlossen.

## Wirtschaft und Infrastruktur

### Verkehr
Altdorf ist durch die Bundesstraße 464 (Sindelfingen–Reutlingen) in Holzgerlingen an das überregionale Straßennetz angebunden.

### Bildungseinrichtungen
Altdorf verfügt mit der Adolf-Rehn-Schule über eine Grundschule. Die Werkreal- bzw. Hauptschule wurde nach dem Schuljahr 2016/17 geschlossen. Altdorf ist Sitz der Akademie für Alte Musik in Baden-Württemberg e. V.

### Feuerwehr
Die Freiwillige Feuerwehr Altdorf verfügt über drei Fahrzeuge, 41 aktive Mitglieder und 18 Mitglieder der Jugendfeuerwehr.
Die Fahrzeuge:
- Mannschaftstransportfahrzeug auf Basis des VW T4 aus dem Jahr 1994
- LF 10/6 auf Basis des MB Atego aus dem Jahr 2011
- LF 8 auf Basis des MB LK 814 aus dem Jahr 1987

## Kultur und Sehenswürdigkeiten
Im Alten Schulhaus, das in den Jahren 2010, 2011 und 2012 mit Zuschüssen des Landes zum Bürgerhaus umgebaut wurde, entstand unter anderem eine ehrenamtlich geführte Bücherei, die „BiB – Bücherei im Bürgerhaus“. Im Bürgersaal mit zugehörigem Foyer und Küche sollen zukünftig Veranstaltungen das kulturelle Leben in Altdorf bereichern. Er soll aber auch interessierten Privatpersonen oder Firmen für ihre Veranstaltungen zur Verfügung stehen.

### Bauwerke
Den Ortskern bildet das Trio aus Rathaus, altem Schulhaus und Kirche. Vom Rathaus blieben nach dem Zweiten Weltkrieg nur die Grundmauern erhalten. Das alte Schulhaus wurde zum Bürgerhaus umgebaut. Die evangelische St.-Blasius-Kirche ist eine noch erhaltene mittelalterliche Wehrkirche. Direkt neben der Kirche befindet sich das auf den Grundmauern der Burg Altdorf errichtete Pfarrhaus; auch dieses Gebäude diente im späten Mittelalter als Zufluchtsort.

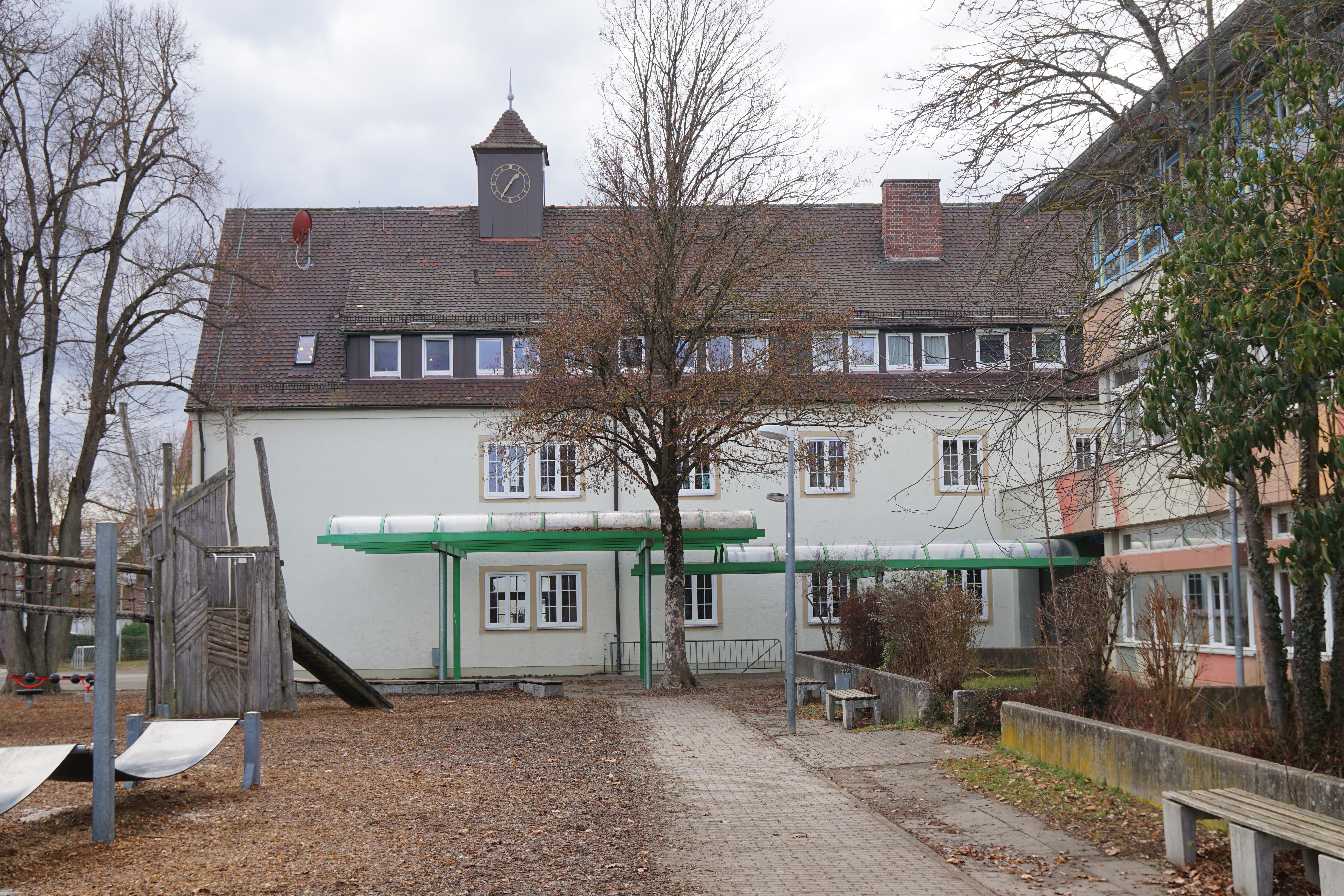
Adolf-Rehn-Schule
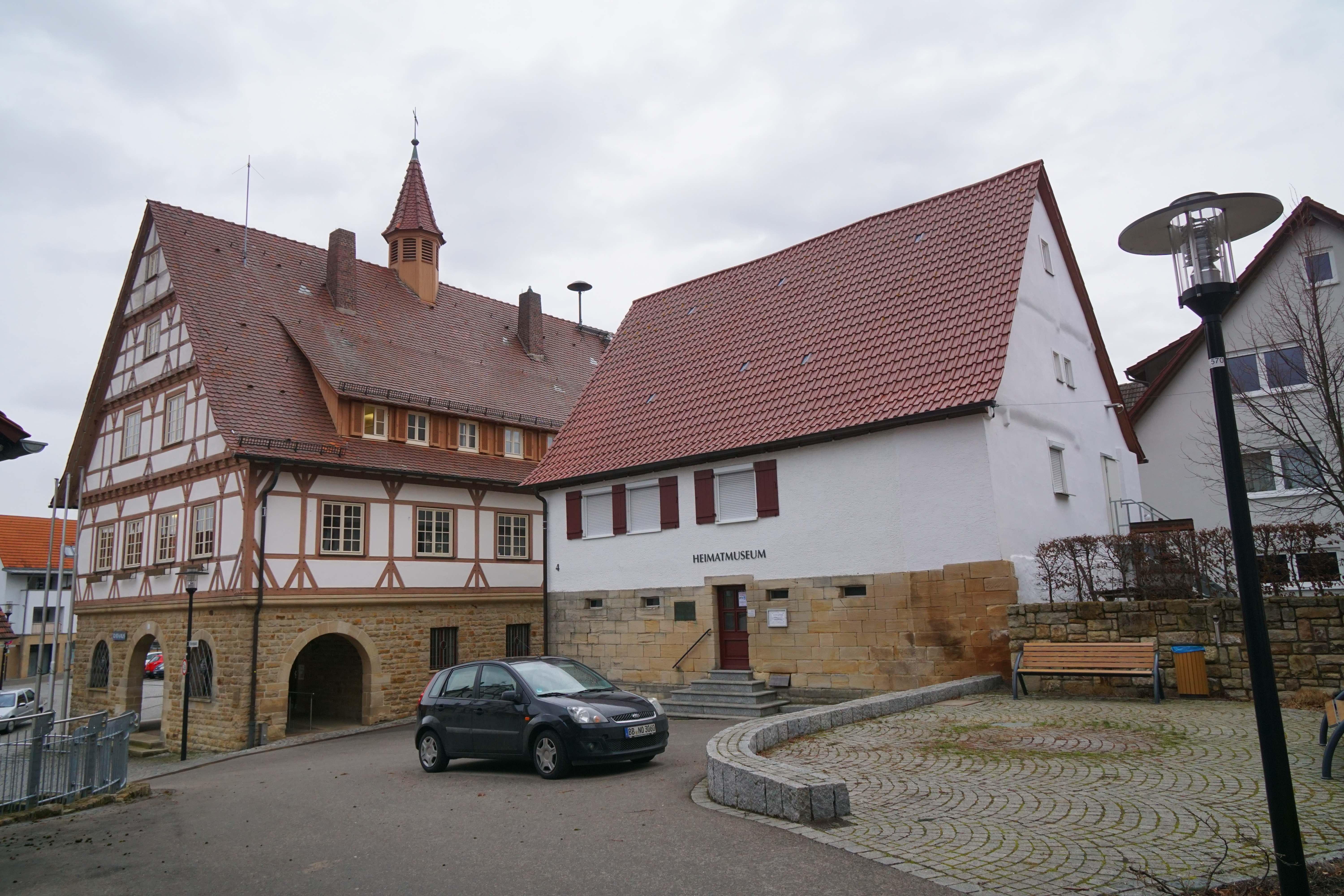
Rathaus und Heimatmuseum
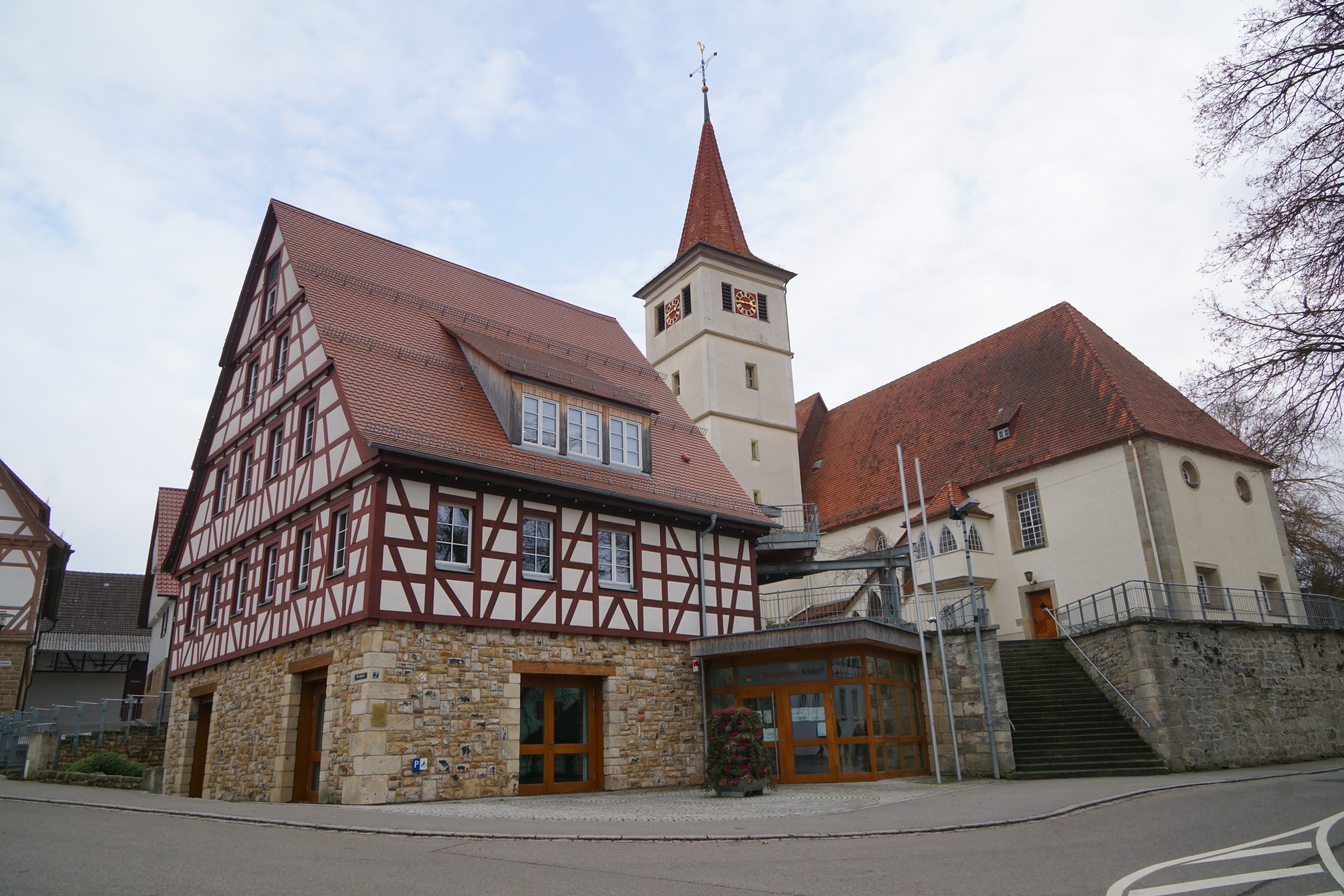
Ehemalige Schule, jetzt Bürgerhaus und Bibliothek, Kirche
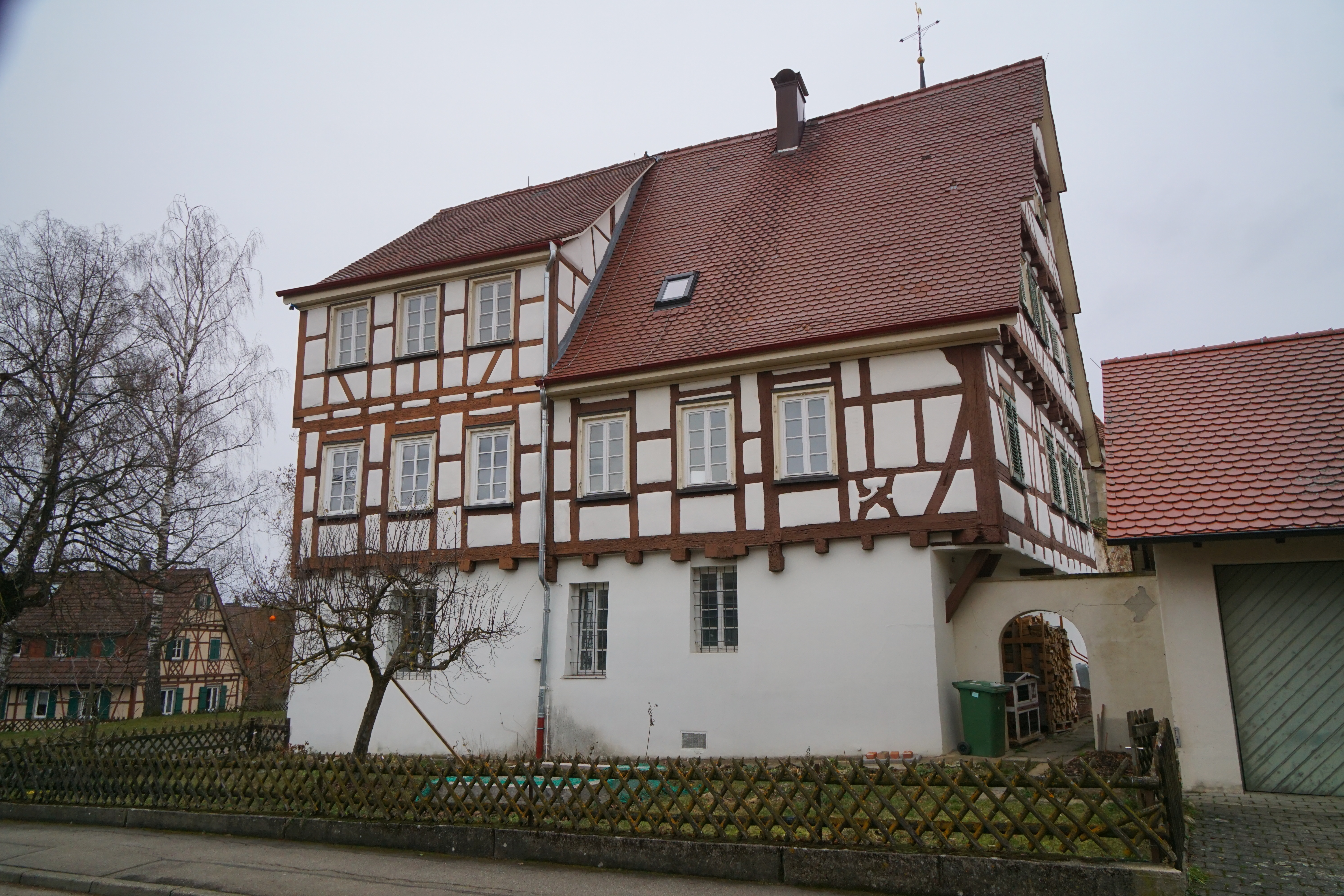
Pfarrhaus auf den Grundmauern der alten Burg
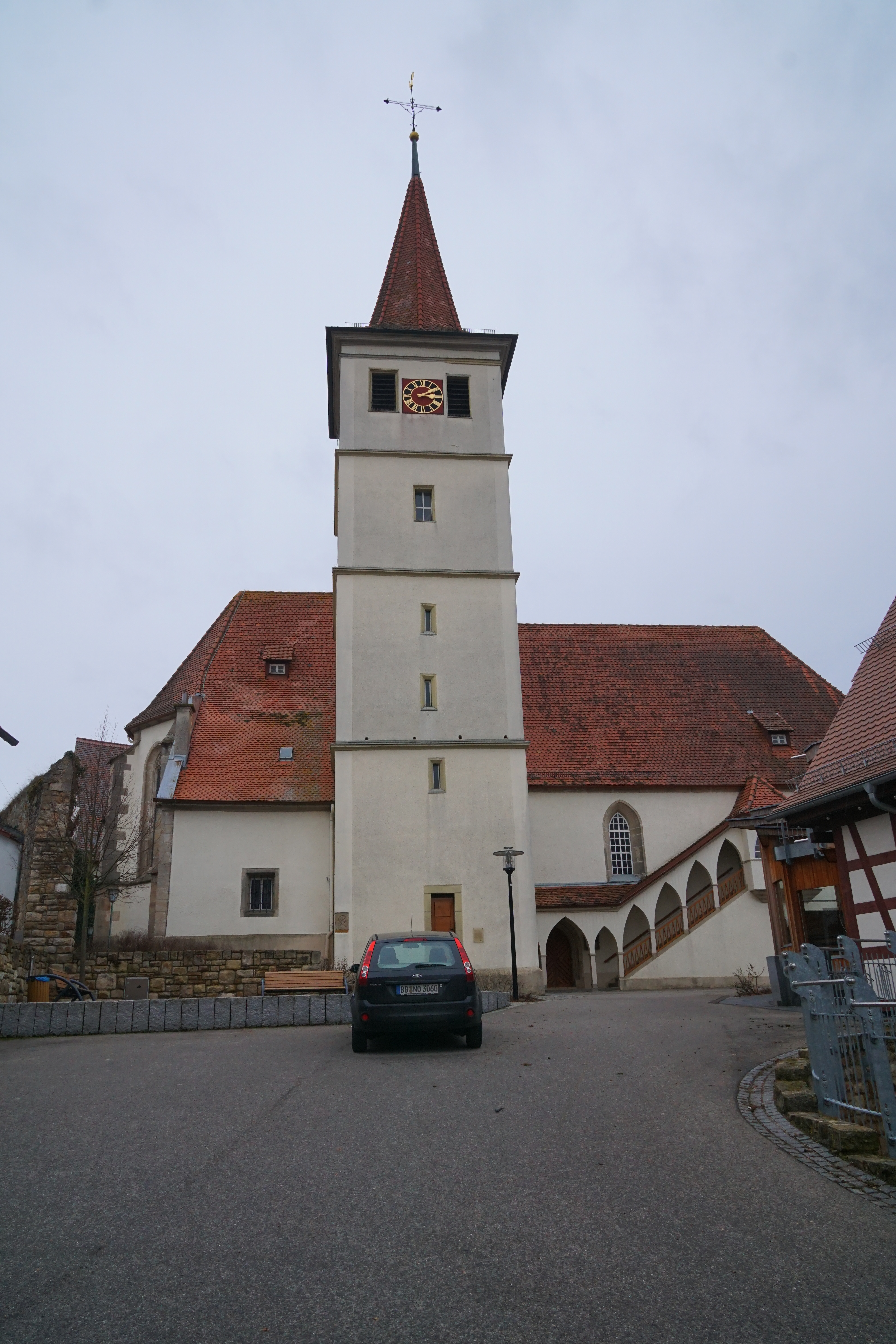
St.-Blasius-Kirche

### Regelmäßige Veranstaltungen
Über das gesamte Jahr verteilt prägen zahlreiche Feste das Dorfleben. Neben den kirchlichen Veranstaltungen findet jährlich im Juli das Bachfest mit anschließendem Bachsprung am Stauwehr in die Würm statt.

## Söhne und Töchter der Gemeinde
- Johann Michael Hahn (1758–1819), pietistischer Theologe, Stifter der Hahnschen Gemeinschaft.
- Christian Friedrich Kling (1800–1862), Theologe, Geistlicher und Hochschullehrer
- Wilhelm Hiller (1899–1980), Geophysiker, Seismologe sowie Hochschullehrer